# فلاديمير ماركوفنيكوف
فلاديمير ماركوفنيكوف (بالروسية: Марковников, Владимир Васильевич) هو عالم كيمياء روسي ولد في 25 ديسمبر من عام 1837 في مدينة كنياغينينو، وتوفي في 11 فبراير من عام 1904. أُشتهر بقاعدة ماركوفنيكوف الذي وصفت تفاعلات إضافية من هاليدات الهيدروجين والألكينات.